# Keilschrifttexte aus Boghazköi
De Keilschrifttexte aus Boghazköi (kortweg: KBo) is een 70-delige wetenschappelijke reeks die diende als het belangrijkste publicatie-orgaan voor de publicatie van spijkerschrift-vondsten uit de opgravingen van het Duitse Archeologisch Instituut in Hattusa bij Boğazkale.
De serie werd in 1916-1921 tot stand gebracht door Emil Forrer en uitgegeven door de Deutsche Orient-Gesellschaft. Vanaf 1921 kwam daarvoor de reeks Keilschrifturkunden aus Boghazköi in de plaats. Na de Tweede Wereldoorlog werd de reeks echter hervat en sinds 1979 wordt deze uitgegeven door de Academie van Wetenschappen en Literatuur in Mainz, nadat er eerder 26 delen waren verschenen. Nadat in 2015 de laatste vondsten van oudere opgravingen waren gepubliceerd, kwam er een 71e deel. Dit deel wordt aanvankelijk alleen online gepubliceerd als een doorlopende publicatie. De reden hiervoor is dat er de afgelopen jaren bij de opgravingen in Boğazköy slechts enkele vondsten zijn gedaan. Het 71e deel zal daarom pas in de pers als het voldoende gegroeid is.